# Cantrell Peak
Der Cantrell Peak ist ein 1895 m hoher Berg im ostantarktischen Viktorialand. Im nördlichen Teil der Everett Range in den Concord Mountains ragt er 10 km nordnordöstlich des Mount Calvin am Südrand des Ebbe-Gletschers auf.
Der United States Geological Survey kartierte ihn anhand eigener Vermessungen und Luftaufnahmen der United States Navy aus den Jahren von 1960 bis 1963. Das Advisory Committee on Antarctic Names benannte den Berg 1970 nach Robert L. Cantrell vom United States Marine Corps, Pilot einer LC-130 Hercules zur Erstellung von Luftaufnahmen bei der Operation Deep Freeze der Jahre 1968 und 1969.